# 礼美駅
礼美駅（イェミえき）は、大韓民国江原特別自治道旌善郡にある韓国鉄道公社の駅である。

## 利用可能な路線
- 韓国鉄道公社
  - 太白線
  - 咸白線 (起点)

## 駅構造
- 島式ホーム1面2線の地上駅。

## 歴史
- 1957年3月10日：開業。
- 2015年1月22日：旌善アリラン列車（A-train）運行開始[1]。

## 隣の駅
韓国鉄道公社
太白線
寧越駅 - (炭釜信号場) - (蓮下信号場) - 石項駅 - 礼美駅 - (鳥洞信号場) - (紫味院信号場) - ミンドゥンサン駅
咸白線
礼美駅 - 咸白駅 - (鳥洞信号場) - (紫味院信号場) - ミンドゥンサン駅